# 三山賀子
三山 賀子（みやま よしこ、2001年 - ）は、テレビ朝日のアナウンサー。

## 来歴・人物
東京都出身。
雙葉小学校・雙葉中学校・高等学校、慶應義塾大学法学部政治学科卒業。
大学時代は體育會弓術部（弓道部）に4年間所属していたほか、フランスへの短期留学経験があり、実用フランス語技能検定試験2級を取得している。
2024年4月、テレビ朝日に入社。同期入社は松岡朱里。
入社式直前の同日早朝より『グッド!モーニング』に出演
。同番組の土曜日版も担当。
同年10月から開始した同番組の日曜日版も担当する。

## 出演
- グッド!モーニング（平日版）（2024年4月1日 - ） - コーナー担当（月・木・金曜日）
- グッド!モーニング（土曜版）（2024年4月6日 - ） - コーナー担当
- グッド!モーニング（日曜版）（2024年10月6日 - ） - 総合司会（MC）

## その他
- 一日交通安全大使 青梅警察署（2025年3月30日）[8]